# Мадаевка (приток Алатыря)
Мадаевка — река в Лукояновском и Починковском районах Нижегородской области России. Устье реки находится в 216 км по правому берегу реки Алатырь. Длина реки составляет 12 км.
Исток реки у деревни Курлей Лукояновского района в 8 км к юго-западу от села Мадаево. Река течёт на северо-восток, перетекает в Починковский район. В нижнем течении течёт по селу Мадаево, в котором и впадает в Алатырь. В межень верховья пересыхают.

## Данные водного реестра
По данным государственного водного реестра России относится к Верхневолжскому бассейновому округу, водохозяйственный участок реки — Алатырь от истока и до устья, речной подбассейн реки — Сура. Речной бассейн реки — (Верхняя) Волга до Куйбышевского водохранилища (без бассейна Оки).
По данным геоинформационной системы водохозяйственного районирования территории РФ, подготовленной Федеральным агентством водных ресурсов:
- Код водного объекта в государственном водном реестре — 08010500212110000037911
- Код по гидрологической изученности (ГИ) — 110003791
- Код бассейна — 08.01.05.002
- Номер тома по ГИ — 10
- Выпуск по ГИ — 0